# Qasavara
Qasavara es un espíritu de la mitología de Vanuatu, más exacto de las islas Banks, norte de Vanuatu, en la Melanesia.
El nombre Qasavara [kpʷasaˈβara] es de la lengua de Mota, pero la misma deidad es conocida bajo otros nombres en las islas vecinas: como Vurës, Mwotlap, o Mwesen.

## Leyenda
Según la mitología, Qat, el Gran espíritu que hizo todo, y sus doce hermanos fueron invitados a pasarla noche en la casa de un gigante nombrado Qasavara. Sin embargo las intenciones del gigante era matarlos mientras ellos durmieran, para luego comérselos. Pero Qat antes había abierto una grieta en una de las vigas de la casa, y el y sus hermanos se escondieron dentro de la viga. 
Como Qasavara no pudo comérselos, se frustró, pero en la mañana él comenzó a cazar a Qat y a sus hermanos; y estos arrancaron hacia un árbol del Casuarina. Qasavara también se subió al árbol para perseguirlos, así que para escapar Qat hizo que el árbol creciera tanto; que provocó que el árbol se doblara, y la punta tocara una isla vecina. Así Qat y sus hermanos saltaron fuera del árbol, hecho que provocó que el peso en el árbol disminuyera y Qasavara fuera lanzado muy alto en el cielo. Posteriormente cuando Qasavara golpeó la tierra, éste habría muerto y se habría transformado en una piedra.
Igualmente según la tradición de las islas Banks, esta piedra todavía existió en los recientes tiempos; y aquellos que desearon éxito y fuerza en la batalla harían los sacrificios en ella.